# Раде Крунич
Раде Крунич (босн. Rade Krunić, нар. 7 жовтня 1993, Фоча) — боснійський футболіст, півзахисник клубу «Црвена Звезда».
Виступав, зокрема, за клуби «Емполі» та «Мілан», а також національну збірну Боснії і Герцеговини.

## Клубна кар'єра
У дорослому футболі дебютував 2012 року виступами за команду «Сутьєска Фоча», в якій провів один сезон, взявши участь у 15 матчах чемпіонату. 
Згодом з 2013 по 2015 рік грав у складі команд клубів «Доні Срем» та «Борац» (Чачак).
Своєю грою за останню команду привернув увагу представників тренерського штабу клубу «Емполі», до складу якого приєднався 2015 року. Відіграв за команду з Емполі наступні чотири сезони своєї ігрової кар'єри. Більшість часу, проведеного у складі «Емполі», був основним гравцем команди.
До складу клубу «Мілан» приєднався 2019 року. 

## Виступи за збірні
Протягом 2013–2014 років залучався до складу молодіжної збірної Боснії і Герцеговини. На молодіжному рівні зіграв у 8 офіційних матчах.
2016 року дебютував в офіційних матчах у складі національної збірної Боснії і Герцеговини.

## Статистика виступів

### Статистика клубних виступів
Станом на 4 червня 2023
| Сезон              | Команда           | Чемпіонат         | Чемпіонат | Чемпіонат | Національний Кубок | Національний Кубок | Континентальні кубки | Континентальні кубки | Усього | Усього |
| Сезон              | Команда           | Ліга              | Матчі     | Голи      | Матчі              | Голи               | Матчі                | Голи                 | Матчі  | Голи   |
| ------------------ | ----------------- | ----------------- | --------- | --------- | ------------------ | ------------------ | -------------------- | -------------------- | ------ | ------ |
| Сутьєска Фока      | 2012–13           | Перша ліга        | 15        | 3         | 3                  | 0                  | –                    | –                    | 18     | 3      |
| Доні Срем          | 2012–13           | Суперліга         | 13        | 2         | –                  | –                  | –                    | –                    | 13     | 2      |
| Доні Срем          | 2013–14           | Суперліга         | 27        | 2         | 2                  | 0                  | –                    | –                    | 29     | 2      |
| Доні Срем (аренда) | 2014–15           | Суперліга         | 11        | 1         | 1                  | 0                  | –                    | –                    | 12     | 1      |
| Доні Срем (аренда) | Усього            | Усього            | 51        | 5         | 3                  | 0                  | –                    | –                    | 54     | 5      |
| Борац (Чачак)      | 2014–15           | Суперліга         | 13        | 2         | –                  | –                  | –                    | –                    | 13     | 2      |
| Емполі             | 2015–16           | Серія A           | 15        | 1         | 1                  | 0                  | –                    | –                    | 16     | 1      |
| Емполі             | 2016–17           | Серія A           | 32        | 2         | 1                  | 0                  | –                    | –                    | 33     | 2      |
| Емполі             | 2017–18           | Серія B           | 36        | 5         | 0                  | 0                  | –                    | –                    | 36     | 5      |
| Емполі             | 2018–19           | Серія A           | 33        | 5         | 1                  | 0                  | –                    | –                    | 34     | 5      |
| Емполі             | Усього            | Усього            | 116       | 13        | 3                  | 0                  | –                    | –                    | 119    | 13     |
| Мілан              | 2019–20           | Серія A           | 15        | 0         | 3                  | 0                  | –                    | –                    | 18     | 0      |
| Мілан              | 2020–21           | Серія A           | 25        | 1         | 1                  | 0                  | 12                   | 1                    | 38     | 2      |
| Мілан              | 2021–22           | Серія A           | 28        | 0         | 3                  | 0                  | 4                    | 0                    | 35     | 0      |
| Мілан              | 2022–23           | Серія A           | 23        | 0         | 0                  | 0                  | 11                   | 1                    | 34     | 1      |
| Мілан              | 2023–24           | Серія A           | 10        | 0         | 0                  | 0                  | 4                    | 0                    | 14     | 0      |
| Мілан              | Усього            | Усього            | 101       | 1         | 7                  | 0                  | 31                   | 2                    | 139    | 3      |
| Усього за кар'єру  | Усього за кар'єру | Усього за кар'єру | 296       | 23        | 16                 | 0                  | 31                   | 2                    | 343    | 26     |

### Статистика виступів за збірну
| Дата       | Місто       | Господарі            | Результат               | Гості                | Турнір                                    | Голи | Примітки  |
| ---------- | ----------- | -------------------- | ----------------------- | -------------------- | ----------------------------------------- | ---- | --------- |
| 3-6-2016   | Тойота      | Боснія і Герцеговина | 2 – 2                   | Данія                | Kirin Cup                                 | -    | 89'       |
| 28-3-2017  | Ельбасан    | Албанія              | 1 – 2                   | Боснія і Герцеговина | товариський матч                          | -    |           |
| 10-10-2017 | Таллінн     | Естонія              | 1 – 2                   | Боснія і Герцеговина | Відбір до ЧС 2018                         | -    |           |
| 8-9-2018   | Белфаст     | Північна Ірландія    | 1 – 2                   | Боснія і Герцеговина | Ліга націй УЄФА 2018—2019 - груповий етап | -    | 67'       |
| 11-9-2018  | Зениця      | Боснія і Герцеговина | 1 – 0                   | Австрія              | Ліга націй УЄФА 2018—2019 - груповий етап | -    | 89'       |
| 11-10-2018 | Ризе        | Туреччина            | 0 – 0                   | Боснія і Герцеговина | товариський матч                          | -    | 81'       |
| 15-11-2018 | Відень      | Австрія              | 0 – 0                   | Боснія і Герцеговина | Ліга націй УЄФА 2018—2019 - груповий етап | -    | 80'       |
| 18-11-2018 | Лас-Пальмас | Іспанія              | 1 – 0                   | Боснія і Герцеговина | товариський матч                          | -    | 62'       |
| 23-3-2019  | Сараєво     | Боснія і Герцеговина | 2 – 1                   | Вірменія             | Відбір до ЧЄ 2020                         | 1    | 83'       |
| 26-3-2019  | Зениця      | Боснія і Герцеговина | 2 – 2                   | Греція               | Відбір до ЧЄ 2020                         | -    | 90+3'     |
| 5-9-2019   | Зениця      | Боснія і Герцеговина | 5 – 0                   | Ліхтенштейн          | Відбір до ЧЄ 2020                         | -    |           |
| 12-10-2019 | Зениця      | Боснія і Герцеговина | 4 – 1                   | Фінляндія            | Відбір до ЧЄ 2020                         | -    | 76'       |
| 15-11-2019 | Зениця      | Боснія і Герцеговина | 0 – 3                   | Італія               | Відбір до ЧЄ 2020                         | -    |           |
| 8-10-2020  | Сараєво     | Боснія і Герцеговина | 1 – 1 д.ч. (3 – 4 п.п.) | Північна Ірландія    | Відбір до ЧЄ 2020                         | 1    | 88'       |
| 11-10-2020 | Зениця      | Боснія і Герцеговина | 0 – 0                   | Нідерланди           | Ліга націй УЄФА 2020—2021 - груповий етап | -    | 75'       |
| 14-10-2020 | Вроцлав     | Польща               | 3 – 0                   | Боснія і Герцеговина | Ліга націй УЄФА 2020—2021 - груповий етап | -    | 74'       |
| 15-11-2020 | Амстердам   | Нідерланди           | 3 – 1                   | Боснія і Герцеговина | Ліга націй УЄФА 2020—2021 - груповий етап | -    | 78'       |
| 18-11-2020 | Сараєво     | Боснія і Герцеговина | 0 – 2                   | Італія               | Ліга націй УЄФА 2020—2021 - груповий етап | -    | 71'       |
| 24-3-2021  | Гельсінкі   | Фінляндія            | 2 – 2                   | Боснія і Герцеговина | Відбір до ЧС 2022                         | -    |           |
| 31-3-2021  | Сараєво     | Боснія і Герцеговина | 0 – 1                   | Франція              | Відбір до ЧС 2022                         | -    | 86'       |
| 2-6-2021   | Сараєво     | Боснія і Герцеговина | 0 – 0                   | Чорногорія           | товариський матч                          | -    | 53'       |
| 13-11-2021 | Зениця      | Боснія і Герцеговина | 1 – 3                   | Фінляндія            | Відбір до ЧС 2022                         | -    | 67'       |
| 16-11-2021 | Зениця      | Боснія і Герцеговина | 0 – 2                   | Україна              | Відбір до ЧС 2022                         | -    | 64'       |
| 25-3-2022  | Зениця      | Боснія і Герцеговина | 0 – 1                   | Грузія               | товариський матч                          | -    | 59'       |
| 4-6-2022   | Гельсінкі   | Фінляндія            | 1 – 1                   | Боснія і Герцеговина | Ліга націй УЄФА 2022—2023 - груповий етап | -    | 57'       |
| 11-6-2022  | Подгориця   | Чорногорія           | 1 – 1                   | Боснія і Герцеговина | Ліга націй УЄФА 2022—2023 - груповий етап | -    |           |
| 14-6-2022  | Зениця      | Боснія і Герцеговина | 3 – 2                   | Фінляндія            | Ліга націй УЄФА 2022—2023 - груповий етап | -    |           |
| 23-3-2023  | Зениця      | Боснія і Герцеговина | 3 – 0                   | Ісландія             | Відбір до ЧЄ 2024                         | 2    |           |
| 26-3-2023  | Братислава  | Словаччина           | 2 – 0                   | Боснія і Герцеговина | Відбір до ЧЄ 2024                         | -    |           |
| 8-9-2023   | Зениця      | Боснія і Герцеговина | 2 – 1                   | Ліхтенштейн          | Відбір до ЧЄ 2024                         | -    | 60' 90+3' |
| 11-9-2023  | Рейк'явік   | Ісландія             | 1 – 0                   | Боснія і Герцеговина | Відбір до ЧЄ 2024                         | -    |           |
| 16-11-2023 | Люксембург  | Люксембург           | 4 – 1                   | Боснія і Герцеговина | Відбір до ЧЄ 2024                         | -    | кап.      |
| Усього     |             | Матчів               | 32                      |                      | Голів                                     | 4    |           |

| Дата       | Місто         | Господарі            | Результат | Гості                | Турнір                             | Голи | Примітки |
| ---------- | ------------- | -------------------- | --------- | -------------------- | ---------------------------------- | ---- | -------- |
| 5-9-2013   | Кечкемет      | Угорщина             | 4 – 1     | Боснія і Герцеговина | Кваліфікація молодіжного Євро-2015 | -    | 73'      |
| 9-9-2013   | Зениця        | Боснія і Герцеговина | 0 – 2     | Австрія              | Кваліфікація молодіжного Євро-2015 | -    | 46'      |
| 10-10-2013 | Мурсія        | Іспанія              | 3 – 2     | Боснія і Герцеговина | Кваліфікація молодіжного Євро-2015 | -    | 82'      |
| 15-10-2013 | Ельбасан      | Албанія              | 0 – 1     | Боснія і Герцеговина | Кваліфікація молодіжного Євро-2015 | -    |          |
| 14-11-2013 | Зениця        | Боснія і Герцеговина | 1 – 6     | Іспанія              | Кваліфікація молодіжного Євро-2015 | -    |          |
| 4-6-2014   | Зениця        | Польща               | 1 – 0     | Боснія і Герцеговина | Товариський матч                   | -    | 46'      |
| 5-9-2014   | Санкт-Пельтен | Австрія              | 2 – 0     | Боснія і Герцеговина | Кваліфікація молодіжного Євро-2015 | -    |          |
| 8-9-2014   | Сараєво       | Боснія і Герцеговина | 1 – 4     | Угорщина             | Кваліфікація молодіжного Євро-2015 | -    |          |
| Усього     |               | Матчів               | 8         |                      | Голів                              | 0    |          |

## Титули і досягнення
- Чемпіон Італії (1):

«Мілан»: 2021–22
- Чемпіон Сербії (1):

«Црвена Звезда»: 2024–25
- Володар Кубка Сербії (1):

«Црвена Звезда»: 2024–25